# Hermann Mylius (Ingenieur)
Hermann Mylius (* 21. November 1916 in Niedersachswerfen/Harz; † 9. Dezember 1989 in Brunnthal) war ein deutscher Ingenieur.

## Leben
Hermann Mylius wurde am 21. November 1916 in Niedersachswerfen im Süd-Harz geboren. 1930 trat er dem Verein für Luftfahrt Nordhausen bei und kam so in Kontakt mit Modell- und Segelflug. Fliegen lernte er an der Reichssegelflugschule Laucha. Nach dem Abitur wurde er im Oktober 1937 zur deutschen Luftwaffe eingezogen und zum Luftfahrzeugführer mit C2-Schein, Blind- und Kunstflugberechtigung ausgebildet. Während des Zweiten Weltkrieges flog er als Kampf-, Transport- und Seeflieger. Zum Kriegsende kam er als Hauptmann und Jagdflieger-Staffelkapitän in amerikanische Kriegsgefangenschaft.
Ab Dezember 1945 studierte er an der Technischen Hochschule Braunschweig, beschäftigte sich mit Leichtbau und war wissenschaftlicher Mitarbeiter bei den Professoren Hermann Winter und Hermann Schlichting. Von 1956 bis Herbst 1960 war Mylius Segelfluglehrer beim Fliegerclub Nürnberg, anschließend wurde er Mitglied der Flugsportgruppe Bölkow.
Seit 1960 arbeitete er bei MBB in Ottobrunn, zuerst in der Hubschrauberkonstruktion, ab 1962 im Sportflugzeugbau. Er machte die Bölkow Bo 208 fertig für die Serienproduktion und konstruierte sie zur Version C um. Mit Unterstützung durch die Firma Bölkow entwickelte er gemeinsam mit Walter Heynen und Johannes Krauss die MHK 101, die ab 1967 Basis der Entwicklung der Bo 209 Monsun unter seiner Leitung wurde.
Im Jahr 1967 wurde er Technischer Leiter „Leichtflugzeugbau“ bei Bölkow, wo mit dem Versuchsflugzeug LFU 205 das weltweit erste Kunststoff-Motorflugzeug und dessen Folgeprojekt Bo 211 entstanden.
Privat entwickelte unter Verwendung von Monsun-Bauteilen das Kunstflugzeug Mylius My 102 Tornado, dessen Prototyp V1 am 7. Juli 1973 in Neubiberg zum Erstflug startete  und die verbesserte Version V2 Anfang der 1980er Jahre. Denen folgte die Mylius My 103 Mistral, ein Tiefdecker mit 200 PS, der als Nachfolger der Bo 209 vorgesehen war. Der Bau von vier Flugzeugen erfolgte in seinem Haus in Brunnthal, der Erstflug war für 1986 geplant.
Hermann Mylius arbeitete bis zur Pensionierung 1981 bei MBB und starb am 9. Dezember 1989 nach langer Krankheit in Brunnthal.